# Liste der Pfälzer Mundartdichter
Die Liste der Pfälzer Mundartdichter ergänzt den Hauptartikel Pfälzer Mundartdichter. Sie umfasst zusätzlich zur Pfalz den rheinfränkischen Teil des Saarlands, den pfälzischsprachigen Süden Rheinhessens und Hessens sowie den badischen Teil der Kurpfalz, also den gesamten Bereich, in dem die Pfälzer Mundart heimisch ist.
Namen von Pfälzer Emigranten, die im ausländischen Zielgebiet mundartlich tätig wurden (z. B. Pennsylvania, Banat), sind nicht aufgeführt. Allein in den US-Staaten Pennsylvania, Ohio und Illinois sowie in Ontario (Kanada) gibt es etwa 80 auslandspfälzische – vorwiegend pennsylvaniadeutsch schreibende – Mundartautoren, deren Vorfahren bereits seit dem 18. Jahrhundert in Nordamerika leben.

## A
| [↑] Name         | Alias / Anmerkungen | Lebensdaten |
| ---------------- | ------------------- | ----------- |
| Charlotte Albert | Lotte Mühlborn      | 1877–1965   |
| Hermann Albert   | –                   | 1909–1986   |

## B
| [↑] Name         | Alias / Anmerkungen     | Lebensdaten |
| ---------------- | ----------------------- | ----------- |
| Max Barack       | –                       | 1832–1901   |
| Willi Bartholomä | –                       | 1928–2005   |
| Hansgeorg Baßler | –                       | 1928–2001   |
| Karl Bauer       | –                       | 1911–1983   |
| Michael Bauer    | –                       | 1947        |
| Michael Bauer    | „Mikel Bower“           | 1952        |
| Kurt Baumann     | –                       | 1914        |
| Gerd Becht       | –                       | 1942        |
| Anni Becker      | „Pälzer Krott“          | 1926–2009   |
| Lilo Beil        | –                       | 1947–2025   |
| Gisela Bell      | –                       | 1949        |
| Wilfried Berger  | –                       | 1936–2025   |
| Gabi Bickel      | –                       | ?           |
| Oskar Bischoff   | –                       | 1912–1985   |
| Linde Blaul      | –                       | ?           |
| Albert Bleyer    | –                       | 1928–1994   |
| Fritz Blümlein   | –                       | ?           |
| Christine Boell  | –                       | ?           |
| Walter Bolander  | –                       | ?           |
| Edith Braun      | –                       | 1921–2016   |
| Ludwig Brechter  | –                       | 1850–1923   |
| Fritz Brentano   | –                       | 1840–1914   |
| Elard Briegleb   | –                       | 1822–1904   |
| Karel Bruch      | –                       | 1834–1906   |
| Edith Brünnler   | –                       | 1953        |
| Rolf Büssecker   | Bruder von Doris Jäckle | 1948        |
| Erwin Burgey     | –                       | 1922–2009   |
| Knut Busch       | –                       | 1951        |

## C
| [↑] Name         | Alias / Anmerkungen      | Lebensdaten |
| ---------------- | ------------------------ | ----------- |
| Ernst Christmann | –                        | 1885–1974   |
| Fritz Claus      | eig. Johann Martin Jäger | 1853–1923   |
| Eugen Croissant  | –                        | 1862–1918   |

## D
| [↑] Name                | Alias / Anmerkungen                                                        | Lebensdaten |
| ----------------------- | -------------------------------------------------------------------------- | ----------- |
| Friedrich Rudolf Dacqué | –                                                                          | 1871–1953   |
| Eugen Damm              | –                                                                          | 1936–2017   |
| Manfred Dechert         | –                                                                          | 1957        |
| Adolf Decker            | Autor von Kraut un Riewe. Gedichte in Pfälzer Mundart. Kaiserslautern 1895 |             |
| Guido Defland           | –                                                                          | ?           |
| Renate Demuth           | –                                                                          | 1944        |
| „Jean“ Dexheimer        | –                                                                          | 1922–2013   |
| Wolfgang Diehl          | –                                                                          | 1940        |

## E
| [↑] Name      | Alias / Anmerkungen | Lebensdaten |
| ------------- | ------------------- | ----------- |
| Peter Eckert  | –                   | 1946        |
| Berta Eller   | –                   | 1875–1921   |
| Jakob Enders  | –                   | 1898–1981   |
| Hans Ehrhardt | –                   | 1931        |

## F
| [↑] Name                   | Alias / Anmerkungen                                                   | Lebensdaten |
| -------------------------- | --------------------------------------------------------------------- | ----------- |
| Susanne Faschon            | –                                                                     | 1925–1995   |
| Claudia Fauth              | –                                                                     | 1962        |
| Felix Sebastian Feldbausch | –                                                                     | 1795–1868   |
| Leonhard Feuerbach         | –                                                                     | 1939        |
| Otmar Fischer              | Mundartprediger; „In de Palz geht de Parre mit de Peif in die Kärsch“ | 1934–2022   |
| Christian Forsch           | –                                                                     | 1856–1944   |
| Georg Fox                  | –                                                                     | 1949        |
| Jakob Frank                | –                                                                     | 1869–1963   |
| Barbara Franke             | –                                                                     | 1944        |
| Emil Freudenberger         | –                                                                     | 1897–1947   |
| Eugen Fried                | –                                                                     | 1880–1974   |
| Hildegard Fuchs            | –                                                                     | ?           |
| Marliese Fuhrmann          | –                                                                     | 1934–2015   |

## G
| [↑] Name              | Alias / Anmerkungen | Lebensdaten |
| --------------------- | ------------------- | ----------- |
| Gisela Gall           | –                   | 1940        |
| Albert Geier          | –                   | ?           |
| Paul Gelbert          | –                   | 1870–1940   |
| Adolf Glaser          | –                   | 1829–1916   |
| Hanns Glückstein      | –                   | 1888–1931   |
| Erwin Götz            | –                   | ?           |
| Jakob Götz            | Reeder              | ?           |
| Philipp Grün(e)berger | –                   | 1852–1917   |

## H
| [↑] Name               | Alias / Anmerkungen                  | Lebensdaten |
| ---------------------- | ------------------------------------ | ----------- |
| Emil Haas              | –                                    | 1847–?      |
| Bruno Hain             | –                                    | 1954–2024   |
| Bernd Hambrecht        | –                                    | ?           |
| Eugen Hamm             | –                                    | ?           |
| Christel Hartmann      | –                                    | 1941        |
| Ludwig Hartmann        | –                                    | 1881–1967   |
| Malwine Hartmann       | –                                    | 1815–1880   |
| Günter Hauck           | –                                    | 1936        |
| Fritz Heeger           | –                                    | 1895–1983   |
| Rudolf Heilgers        | –                                    | 1868–1932   |
| August Heinrich        | „Bellemer Heiner“                    | 1881–1965   |
| Karl Heinz             | –                                    | ?           |
| Ingeborg Hellmann      | –                                    | 1941–2016   |
| Wolfgang Hettesheimer  | –                                    | 1949–1984   |
| Jakob Hill             | –                                    | 1899–1987   |
| Hans Wolfram Hockl     | –                                    | 1912        |
| Nikolaus Hofen         | –                                    | 1938        |
| Erich Hoffmann         | Mundartsänger (Hoffmann-Hammer-Trio) | ?           |
| Hilda Holler           | –                                    | 1889–1970   |
| Karl-Rudolf Hornberger | „Hombes“                             | 1931–2025   |
| Fritz Hünerfauth       | –                                    | 1948        |
| Günther Hussong        | „De Plattmacher“                     | 1948        |

## I
| [↑] Name   | Alias / Anmerkungen        | Lebensdaten |
| ---------- | -------------------------- | ----------- |
| G. Ikser   | Pseudonym?                 | ?           |
| Jakob Imig | Sprachinsel am Niederrhein | 1905–1994   |

## J
| [↑] Name            | Alias / Anmerkungen          | Lebensdaten |
| ------------------- | ---------------------------- | ----------- |
| Doris Jäckle        | Schwester von Rolf Büssecker | 1952        |
| Johann Martin Jäger | „Fritz Claus“                | 1853–1923   |
| Richard Jäger       | –                            | 1901–1984   |
| Elsbeth Janda       | eig. Elsbeth Nötzoldt-Janda  | 1923–2005   |

## K
| [↑] Name               | Alias / Anmerkungen                   | Lebensdaten |
| ---------------------- | ------------------------------------- | ----------- |
| Gerd Kannegieser       | –                                     | 1957        |
| Regine Kantowsky       | –                                     | ?           |
| Ulrich Kantowsky       | –                                     | 1959–1987   |
| Elfriede Karsch        | –                                     | 1949        |
| Heinrich Leonhard Kehl | „Mathees“                             | 1848–1915   |
| Albert H. Keil         | „Singender Schiedsrichter“            | 1947–2023   |
| August Keiler          | –                                     | 1842–1925   |
| Heinrich Keller        | –                                     | 1915–1973   |
| Johanna Keyl           | –                                     | (†)         |
| Ernst Kiefer           | „De Dunnersberger Vetter“             | 1869–1936   |
| Horst Kiefer           | –                                     | ?           |
| Peter Kiefer           | –                                     | 1951        |
| Thomas Kiefer          | katholischer Theologe                 | 1962        |
| Rudi Kleinpeter        | –                                     | 1946        |
| Marliese Klingmann     | eig. Marie-Elisabeth Echner-Klingmann | 1937–2020   |
| Franz von Kobell       | –                                     | 1803–1882   |
| Kurt Kölsch            | „Peter Luginsland“                    | 1904–1968   |
| Rüdiger Kramer         | –                                     | 1953        |
| Heinrich Kraus         | –                                     | 1932–2015   |
| Margit Kraus           | –                                     | 1952        |
| Karoline Kriechbaum    | –                                     | 1899–1973   |
| Gerd Krieger           | –                                     | 1920–2010   |
| Heinrich „Hein“ Kröher | „Hoyna Ziyäuna“                       | 1927–2016   |
| Elise Kroemer-Schäfer  | –                                     | 1854–1912   |
| Albrecht Kronenberger  | –                                     | 1940        |
| Daniel Kühn            | –                                     | 1859–1920   |
| Rudy Kupferschmitt     | –                                     | 1954        |
| Van Kupferschmitt      | –                                     | ?           |

## L
| [↑] Name         | Alias / Anmerkungen | Lebensdaten |
| ---------------- | ------------------- | ----------- |
| Michael Landgraf | –                   | 1961        |
| Walter Landin    | –                   | 1952–2021   |
| Horst Lang       | –                   | 1944        |
| Rudolf Lehr      | –                   | 1924–1999   |
| Ludwig Levy      | –                   | 1845–1903   |
| Thomas Liedy     | –                   | ?           |
| Otto Löckel      | –                   | 1883–1918   |

## M
| [↑] Name            | Alias / Anmerkungen | Lebensdaten |
| ------------------- | ------------------- | ----------- |
| Wilhelm Mann        | –                   | ?           |
| Wilhelm Marnet      | –                   | 1857–1931   |
| Georg Maurer        | –                   | 1864–1935   |
| Anton Meißner       | –                   | 1928–2013   |
| Waltraud Meißner    | „Babbelschnut“      | 1940        |
| Helmut Metzger      | –                   | 1917–1995   |
| Thomas Metzler      | „Palz Poet“         | 1976        |
| Friedhilde Meyer    | –                   | 1940        |
| Heinrich Meyer      | „Kunrädel“          | 1878–1966   |
| Hans Moster         | –                   | 1910–1982   |
| Werner Mühl         | –                   | 1937        |
| Claus-Jürgen Müller | –                   | 1956–2016   |
| Ludwine Müller      | –                   | ?           |
| Max Müller          | –                   | 1915–       |
| Richard Müller      | –                   | 1861–1924   |
| Paul Münch          | –                   | 1879–1951   |
| Karl Ludwig Münnich | –                   | 1890–1984   |

## N
| [↑] Name                        | Alias / Anmerkungen | Lebensdaten |
| ------------------------------- | ------------------- | ----------- |
| Karl Christian Gottfried Nadler | –                   | 1809–1849   |
| Carl Eduard Ney                 | –                   | 1841–1915   |
| Relinde Niederländer            | –                   | 1944        |
| Karl Christian Noll             | –                   | 1874–1946   |

## O
| [↑] Name       | Alias / Anmerkungen | Lebensdaten |
| -------------- | ------------------- | ----------- |
| Wolfgang Ohler | –                   | 1943        |
| Liesel Ott     | „Pfälzer Lieselott“ | 1900–1983   |

## P
| [↑] Name                | Alias / Anmerkungen | Lebensdaten |
| ----------------------- | ------------------- | ----------- |
| Regina Pfanger          | –                   | 1957        |
| Charlotte Pfützner      | –                   | 1894–1979   |
| Friedrich Wilhelm Platz | „Palatinus“         | 1851–?      |
| Hans Ponader            | –                   | 1911–1988   |

## Q
| [↑] Name      | Alias / Anmerkungen | Lebensdaten |
| ------------- | ------------------- | ----------- |
| Anni Quadlich | –                   | ?           |

## R
| [↑] Name                | Alias / Anmerkungen | Lebensdaten |
| ----------------------- | ------------------- | ----------- |
| Karl Räder              | –                   | 1870–1967   |
| Gerhard Ranssweiler     | –                   | 1927–2005   |
| Arno Reinfrank          | –                   | 1934–2001   |
| Maritta Reinhardt       | –                   | 1961        |
| Ferdinand Konrad Renner | „R. Kunrath“        | 1882–?      |
| Manuela Rimbach-Sator   | –                   | ?           |
| Else Ritterspacher      | –                   | 1897–1952   |
| Fritz Rocker, senior    |                     | ?           |
| Friedel Römer           | –                   | 1902–1994   |
| Ilse Rohnacher          | –                   | 1926–2016   |
| Lorenz Rohr             | –                   | 1846–1902   |
| Gerhard Rossato         | –                   | 1921–1975   |
| Gerd Runck              | –                   | 1929–2012   |
| Walter Rupp             | –                   | 1948        |
| Karin Ruppert           | –                   | 1936–2017   |

## S
| [↑] Name                  | Alias / Anmerkungen            | Lebensdaten |
| ------------------------- | ------------------------------ | ----------- |
| Peter Sailer              | –                              | ?           |
| Lothar Sattel             | –                              | 1948        |
| Thomas Sattel             | –                              | 1954–2001   |
| Walter Sauer              | –                              | 1942        |
| Ernst Schaeffer           | –                              | ?           |
| Ludwig Schandein          | –                              | 1813–1894   |
| Franz Schlosser           | –                              | ?           |
| Anni Schmidt-Enders       | –                              | ?           |
| Gretel Schneider          | –                              | 1895–1974   |
| Helga Schneider           | –                              | 1940        |
| Norbert Schneider         | –                              | 1957        |
| Monika Schönbucher        | –                              | ?           |
| Helma Schönthaler         | –                              | 1925        |
| Renate Schoner            | –                              | ?           |
| Peter Schraß              | Mundartsänger                  | 1944        |
| Alexander Schroth         | –                              | 1934–2011   |
| Karl Theodor Schuler      | –                              | 1883–?      |
| Robert Schultz            | –                              | 1940–2006   |
| Otto Schupp               | –                              | ?           |
| Marcel Schuschu           | –                              | 1912–2001   |
| Werner Schwartz           | Mundartprediger                | 1949        |
| Hans-Jürgen Schweizer     | –                              | 1951        |
| Hans-Peter Schwöbel       | –                              | 1945        |
| Helmut Seeger             | –                              | ?           |
| Michael J. Seifert        | –                              | 1948        |
| Karl Senck                | –                              | 1930        |
| Hermann Josef Settelmeyer | –                              | 1939        |
| Carl Sinsheimer           | –                              | 1875–1953   |
| Hermann Sinsheimer        | s. a. Hermann-Sinsheimer-Preis | 1883–1950   |
| Lina Sommer               | –                              | 1862–1932   |
| Günter Speyer             | –                              | 1927–2023   |
| Lorenz Stamer             | „Gottfried Talor“              | 1879–1953   |
| Hanns Stark               | –                              | 1943        |
| Gerda Steiner             | –                              | 1915        |
| Rudi Steiner              | –                              | 1932        |
| Ria Stemler               | –                              | 1916–2003   |
| Philipp Stich             | –                              | 1846–1922   |
| Werner Süs                | –                              | 1967        |

## T
| [↑] Name              | Alias / Anmerkungen | Lebensdaten |
| --------------------- | ------------------- | ----------- |
| Anneliese Thürwächter | –                   | 1935        |
| Paul Tremmel          | –                   | 1929        |

## U
| [↑] Name       | Alias / Anmerkungen | Lebensdaten |
| -------------- | ------------------- | ----------- |
| Heinrich Unger | –                   | 1834–1907   |

## V
| [↑] Name         | Alias / Anmerkungen | Lebensdaten |
| ---------------- | ------------------- | ----------- |
| Anneliese Vetter | –                   | 1920        |

## W
| [↑] Name                  | Alias / Anmerkungen    | Lebensdaten |
| ------------------------- | ---------------------- | ----------- |
| Bernhard Wadle-Rohe       | „General Schweißtropf“ | 1952        |
| Karl Rudolf Waffenschmidt | –                      | 1910–1963   |
| Hermann Waldeck           | –                      | 1854–1922   |
| Alfons Walter             | –                      | ?           |
| Karl-Jörg Walter          | –                      | 1941–2006   |
| Emil Weber                | –                      | 1874–1951   |
| Karl (Charly) Weibel      | Mundartsänger          | 1957        |
| Hermann Wenz              | –                      | 1898–1975   |
| Friedrich Wetzler         | –                      | ?           |
| Otto Wilms                | –                      | 1915–1992   |
| Lorenz Wingerter          | –                      | 1890–1969   |
| Adrian Wolff              | –                      | 1951        |
| Karl August Woll          | –                      | 1834–1893   |
| Heinz Ludwig Wüst         | –                      | 1950        |

## Z
| [↑] Name              | Alias / Anmerkungen       | Lebensdaten |
| --------------------- | ------------------------- | ----------- |
| Matthias Zech         | –                         | 1957        |
| Johann Philipp Zeller | „D’r Vetter aus d’r Palz“ | 1824–1862   |
| Ute Zimmermann        | –                         | 1962        |
| Leberecht Zorn        | Pseudonym?                | ?           |